# 王殖东
王殖东（1929年—），男，北京人，中国物理教育家，北京理工大学教授，曾任中国物理学会常务理事，《物理》杂志主编。